# 吕文信
呂文信，南宋军事人物。吕文德之弟。官至武功大夫、沿江副司諮議官。
德祐初年（约1275年），呂文信率船队驻扎在南康军斛林，夾白鹿磯與元军遭遇，戰死。特贈寧遠軍承宣使。河湖砦巡檢張興宗也战死了。贈武翼郎，賜緡錢三萬，还给他一个儿子承信郎恩澤。
呂文信子師憲，特與帶行閣職，给予另外兩子承信郎恩澤。还为他立廟賜額。

## 家庭
- 兄：吕文德
- 子：吕師憲及两子